# Miguel Oquelí Bustillo
Miguel Oquelí Bustillo (25 de fevereiro de 1856 - 8 de abril de 1938) foi Presidente das Honduras por dois meses (como Presidente da Junta de Governo Provisório) de 25 de fevereiro a 18 de abril de 1907.
Oquelí chegou ao poder com uma revolução apoiada por José Santos Zelaya e pelo governo da Nicarágua para derrubar o anterior presidente das Honduras, Manuel Bonilla. Essa ação chamou a atenção dos Estados Unidos. As forças dos EUA desembarcaram fuzileiros navais em Puerto Cortés para proteger os interesses comerciais das empresas bananeiras americanas. Essa cadeia de eventos levou à Conferência de Paz da América Central de 1907.
Ele foi o Presidente do Congresso Nacional das Honduras em 1923.